# Sint-Amands
Sint-Amands es una localidad y municipio de la provincia de Amberes en Bélgica. Sus municipios vecinos son Bornem, Buggenhout, Hamme, Londerzeel y Puurs. Tiene una superficie de 15,6 km² y una población en 2018 de 8.479 habitantes, siendo los habitantes en edad laboral el 61% de la población.

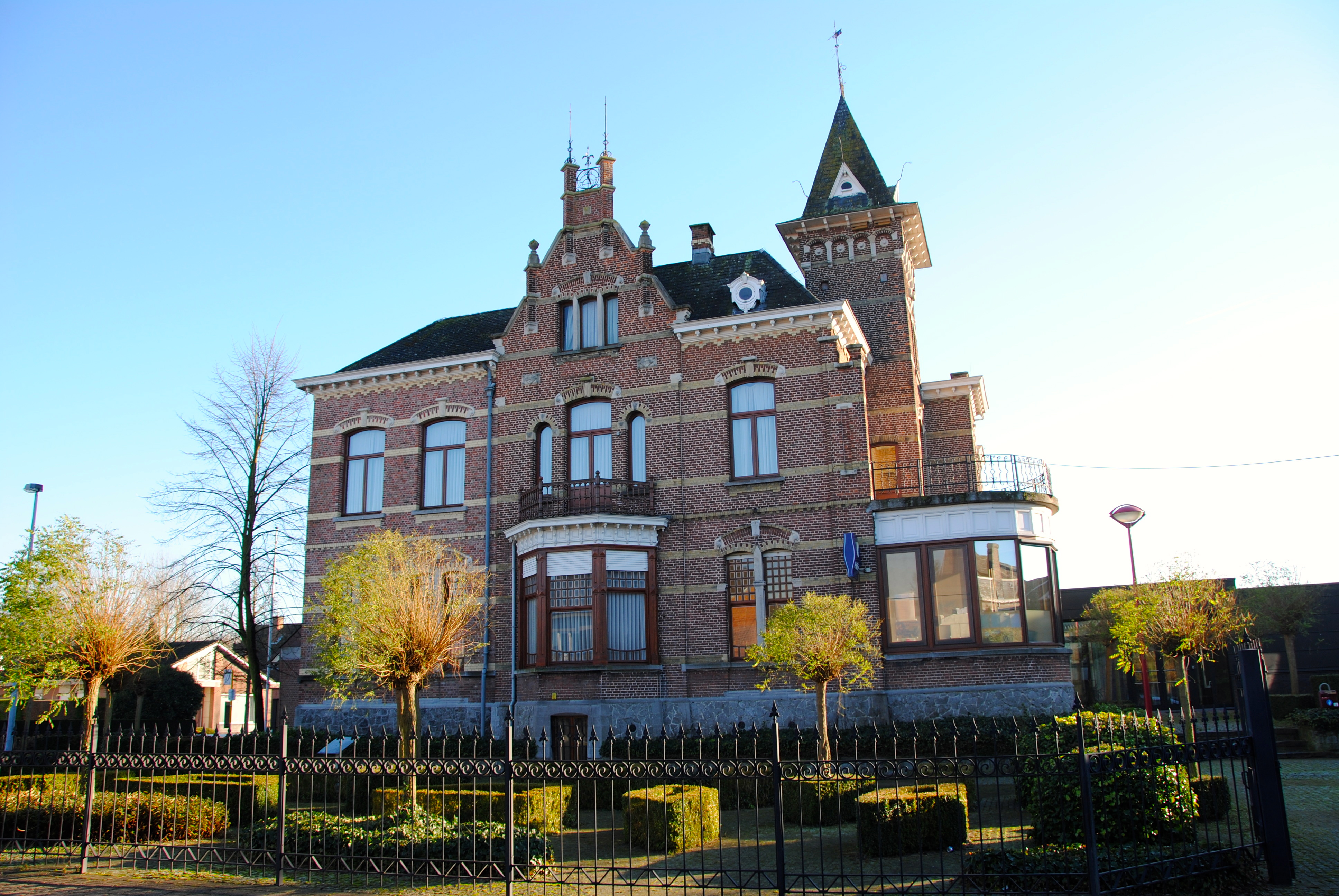
Ayuntamiento.

## Demografía

### Evolución
Todos los datos históricos relativos al actual municipio, el siguiente gráfico refleja su evolución demográfica, incluyendo municipios después de efectuada la fusión el 1 de enero de 1977.
| Gráfica de evolución demográfica de Sint-Amands entre 1846 y 2018 |
|                                                                   |

## Personas notables de Sint-Amands
- Émile Verhaeren, poeta.